# CULT
Pour les articles homonymes, voir Cult (homonymie).
CULT était une émission de télévision française diffusée du 29 octobre 2004 au 4 juin 2005 sur France 5. Elle était présentée en direct par Ray Cokes et Chakib Lahssaini, puis avec Aline Afanoukoé à partir du 2 avril 2005.

## Principe de l'émission
Ce magazine interactif destiné aux 15-25 ans et diffusé en direct, s'intéresse aux grands thèmes de la société et aux cultures urbaines. Les internautes équipés de webcams sont invités à réagir en direct pour apporter leurs points de vue sur les sujets traités et d'interroger l'invité du jour. Des artistes sont également présents pour chanter en live. 

## Diffusion
L'émission était diffusée du lundi au vendredi à 19h00 (réseau câble et satellite), puis le samedi à 18h00 (réseau hertzien) à partir du 2 avril 2005, et également sur le site internet officiel de l'émission. 

## Récompense
Cette émission a reçu un Emmy Award du meilleur programme interactif en 2006. 